# María Mónica Merenciano
María Mónica Merenciano Herrero (Liria, 1 de agosto de 1984) es una deportista española que compite en judo adaptado. Ganó tres medallas de bronce en los Juegos Paralímpicos de Verano entre los años 2004 y 2012.

## Palmarés internacional
| Juegos Paralímpicos | Juegos Paralímpicos   | Juegos Paralímpicos | Juegos Paralímpicos |
| Año                 | Lugar                 | Medalla             | Categoría           |
| ------------------- | --------------------- | ------------------- | ------------------- |
| 2004                | Atenas (Grecia)       | Medalla de bronce   | –63 kg              |
| 2008                | Pekín (China)         | Medalla de bronce   | –57 kg              |
| 2012                | Londres (Reino Unido) | Medalla de bronce   | –57 kg              |